# フロクロ
フロクロは、日本のボカロP、作曲家、映像作家、プランナー。
千葉県出身。プランナーとしてはCHOCOLATE Inc.に所属している。代表作は「黒塗り世界宛て書簡」「ただ選択があった」など。DJとしてのイベント出演なども行なっている。

## 概要
元々は「Frog96」という名義であり、2013年頃よりニコニコメドレー作品を投稿制作していた。インタビューでは2011年から2016年頃までメドレーを作るために有名な曲を耳コピして打ち込んでいた経験や、それによる作曲の方法論における影響を答えている。
楽曲のイラスト・映像は自ら制作しており、MVなど映像制作において佐藤雅彦の影響を明らかにしている。
作品制作に携わった映像クリエイターのmelonadeや、ボカロPのァネイロなどに影響を与えるほか、原口沙輔が同世代で刺激を受けるボカロPとしていよわと並んで挙げられた。

## 来歴
2015年頃からツイッターでアンビグラム作品の制作・投稿を始め、2019年には作品集『21世紀』を販売。
2020年12月13日、重音テト歌唱の「ことばのおばけがまどからみている」を投稿し、ボカロPとしての活動を開始。
2022年に行われたThe VOCALOID Collection ～2022 Autumn～のTOP100部門にて「超解像の破壊活動」は15位、「流転光速」は19位という結果を残す。
2023年に開催されたThe VOCALOID Collection ～2023 Spring～のTOP100部門にも「ビビビビ」を投稿し、ランキング7位となった。
2023年に開催されたStudy：⼤阪関⻄国際芸術祭 vol.3の企画展「拡張される音楽」にmelonadeと共同制作したアート作品《流動回廊》を出展。翌年に佐久間洋司らと開催した企画展「共に在る音楽」では《メタピアノ》を出展した。
2024年5月にYouTubeのチャンネル登録者数が10万人を突破した。
2024年10月号の雑誌「ユリイカ」ボカロP・いよわ特集に「大いなるズレ」を寄稿した。
2024年12月に学園アイドルマスターの篠澤広の誕生日記念Singleシリーズとして「メクルメ」を書き下ろした。
2025年2月に月ノ美兎に「アルクユニバース」を書き下ろし、選択次第で曲の内容すら変化するオリジナルゲーム『アルクマルチバース』が公開されることが発表された。

## プランナーとして
2022年1月、Ado 1stAlbum 『狂言』の広告「最初の名盤。」の企画とコピーを担当した。
2023年2月にサントリー『サントリー天然水スパークリングレモン』WebCMの企画や楽曲制作などを担当し、ウェブライターのARuFaを起用して話題を呼んだ。
9月に少年ジャンプ+9周年ラインナップPV「マンガが聴こえる」の企画、構成、楽曲制作を担当。
2024年、キタニタツヤ『私が明日死ぬなら』のミュージックビデオ制作および広告コピーを担当した。

## ディスコグラフィ

### 配信限定シングル
| 発売日         | タイトル                         | 備考                                    |
| -------------- | -------------------------------- | --------------------------------------- |
| 2020年12月19日 | ことばのおばけがまどからみている |                                         |
| 2021年3月6日   | ただ選択があった                 |                                         |
| 2021年12月16日 | ただ選択があった (prototype)     |                                         |
| 2022年3月21日  | ロスト・デリュージョン           |                                         |
| 2022年4月2日   | 黒塗り世界宛て書簡               |                                         |
| 2022年6月17日  | 空を満たして (feat. 可不)        |                                         |
| 2022年10月10日 | 流転光速                         |                                         |
| 2022年10月11日 | 超解像の破壊活動                 |                                         |
| 2023年4月11日  | ビビビビ                         |                                         |
| 2024年8月15日  | チープなプロパティ               |                                         |
| 2024年12月21日 | メクルメ                         | 作詞・作曲・編曲：フロクロ、歌：篠澤 広 |

### EP
|     | 発売日        | タイトル   | 収録曲 | 備考                            |
| --- | ------------- | ---------- | --- | ------------------------------- |
| 1st | 2024年4月28日 | 往復書簡00 | [CD] 1. ラストパターン 2. メタフォリック 3. ただ選択があった - DJ WILDPARTY choice 4. 黒塗り世界宛て書簡 - DJ WILDPARTY XXL edit | DJ WILDPARTY & フロクロによるEP |

## 楽曲提供
- 電音部 りむる
  - エモーショナルドットネット（作曲・編曲）
- 詩道（KAMITSUBAKI STUDIO）
  - クロマトグラフィー（作曲・編曲）
- 超学生
  - キラーチューナー（作曲・編曲）[26]
- 篠澤広（学園アイドルマスター）
  - メクルメ（作詞・作曲・編曲）
- 月ノ美兎
  - アルクユニバース（作詞・作曲・編曲）[27]

### リミックス
- PAS TASTA
  - 『GOOD POP Remixes』turtle thief（リミックス）
- 長瀬有花
  - 『ユカリウム』砂漠の水（リミックス）